# Sensor inductiu

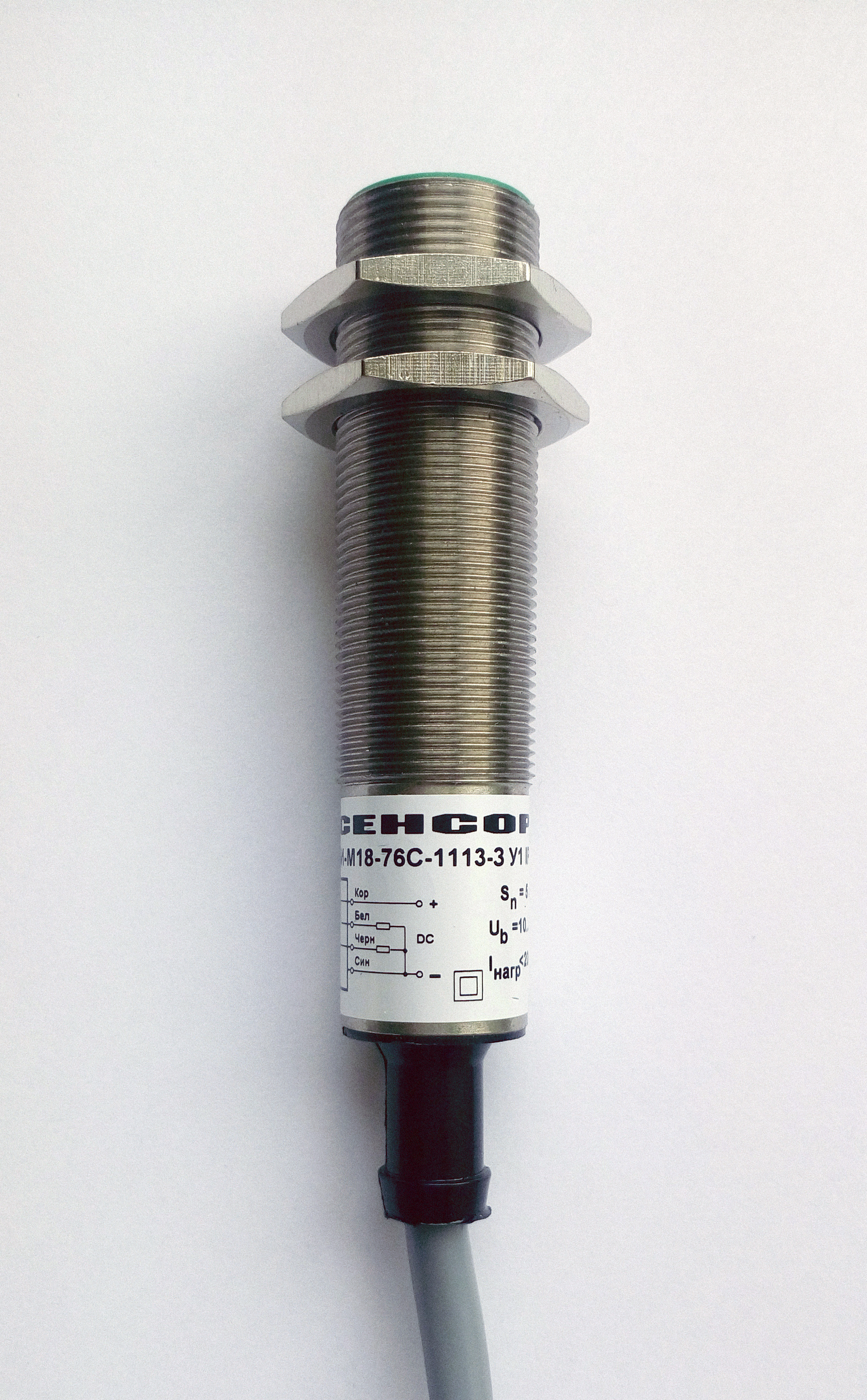
Un sensor de proximitat inductiu industrial.

Un sensor inductiu o detector inductiu és un detector de proximitat, que pot ser de tipus tot o res, o bé proporcional.
Només serveix per a objectes metàl·lics, que són detectats perquè provoquen una alteració en el camp magnètic que produeix el sensor. Una etapa d'amplificació sol convertir-los en tipus tot o res. Els detectors de proximitat inductius poden arribar fins a 50 mm d'abast i se solen utilitzar com a simples detectors de presència. Poden detectar moderadament ràpid: 700 objectes per segon, la qual cosa és important per comptatge de moltes peces.

## Principi de funcionament
Consisteix en una bobina, la freqüència d'oscil·lació de la qual canvia quan s'hi aproxima un objecte metàl·lic. Aquesta freqüència és utilitzada en un circuit electrònic per connectar o desconnectar un tiristor i, per tant, el que hi estigui connectat, de forma digital o analògicament. Si l'objecte s'aparta de la bobina, l'oscil·lació torna a començar i el mecanisme torna a l'estat original. Si no es pot respectar la distància mínima per evitar les interferències, es pot fer que detectin a freqüències decalades entre ells.
En aquests detectors, la font d'alimentació subministra l'energia elèctrica necessària perquè funcioni el sistema. La bobina detectora genera un camp magnètic la intensitat del qual varia segons la proximitat de l'objecte que es detecta. L'oscil·lador és un circuit que genera un senyal de corrent altern que adopta forma d'ona sinusoidal. Aquest senyal s'aplica a la bobina, que retorna un senyal de sortida segons la variació del camp magnètic provocat per l'objecte detectat. El rectificador és un dispositiu que transforma el senyal altern de l'oscil·lador en corrent continu. El commutador-disparador s'activa quan el senyal continu del rectificador té el valor adequat. Si l'objecte està molt allunyat de la placa detectora, l'oscil·lador dona un senyal altern de sortida molt elevat i, per tant, la sortida continua del rectificador és la màxima possible. En aquest cas, un commutador inverteix el senyal de forma que el disparador no s'activa.
En apropar-se l'objecte al detector, el senyal de sortida de l'oscil·lador va disminuint en amplitud, però no prou com per a provocar una reducció del senyal de sortida del rectificador; per tant, el disparador continua inactiu. Si l'objecte continua apropant-se, arriba un moment en què el senyal de l'oscil·lador és bastant dèbil com per a provocar una disminució del senyal del rectificador, que es produeix aproximadament de manera lineal.
Al disminuir el senyal del rectificador fins al 50% de la tensió de sortida, s'assoleix el nivell d'operació: el disparador s'activa. El senyal de sortida del disparador es manté el temps que l'objecte es troba dins de la zona de detecció. A mesura que l'objecte s'allunya de la placa, es produeix l'efecte contrari: el senyal de sortida de l'oscil·lador comença a augmentar i, amb aquest, s'incrementa també linealment el senyal del rectificador. Quan aquest senyal assoleix novament el 50% del seu valor nominal, es desactiva el disparador. Això es produeix quan l'objecte surt de la zona de detecció.